# NIC-9
La NIC-9 es una autopista nacional catalogada como troncal secundaria ubicada en Nicaragua. La carretera inicia en el oeste en el empalme de San Francisco en el departamento de Matagalpa hasta finalizar en Muy Muy en el departamento de Boaco.